# Rhachicreagra jagoi
Rhachicreagra jagoi är en insektsart som beskrevs av David M. Rowell 2008. Rhachicreagra jagoi ingår i släktet Rhachicreagra och familjen gräshoppor. Inga underarter finns listade i Catalogue of Life.